# Huguette Clark
Huguette Clark (Parijs, 9 juni 1906 - Manhattan, 24 mei 2011) was een Amerikaans multimiljonair en kunstschilder. Tijdens haar leven trok ze zich steeds verder terug uit het openbare leven.

## Biografie
Ze was een van de zes kinderen van William Andrews Clark, een koperdelver en spoorwegbouwer die op dat moment gerekend werd tot de rijkste mannen van de VS; toen zij geboren werd, was hij senator van Montana. Ze ging in New York naar de Miss Spence's School for Girls.
Ze speelde harp en ontwikkelde zich in kunst. Ze kreeg schilderles van de Poolse schilder Tadeusz (Tadé) Styka die in de jaren twintig een naam had opgebouwd in Manhattan. In 1929 gaf ze haar eerste tentoonstelling met een collectie aquarellen in de Corcoran Gallery in Washington D.C.
Toen haar vader in 1925 overleed, liet hij haar een erfenis na van naar schatting een half miljard dollar. Rond 1928/29 trouwde ze met de onvermogende rechtenstudent William MacDonald Gower, de zoon van haar vaders accountant. Na een huwelijk van negen maanden scheidden ze van elkaar.
Ze was een groot verzamelaar van kunst zonder daarbij geremd te worden door financiële middelen. Naast schilderijen had ze een grote collectie van porseleinen poppen waarmee ze verschillende kamers vulde. Ook verzamelde ze Japanse kunst waardoor ze na de aanval op Pearl Harbor nog het onderwerp werd van een onderzoek door de FBI.
Styka bleef haar kunstleraar gedurende twintig jaar en na diens dood trok ze zich steeds meer terug uit het openbare leven. Ze ontwikkelde daarbij het wantrouwen dat anderen het gemunt zouden hebben op haar geld. Ze leefde geïsoleerd en voerde al haar gesprekken in het Frans, waardoor maar weinig mensen haar konden verstaan. Mensen uit haar vertrouwenskring waren haar secretaresse Suzanne Pierre, haar accountant en haar advocaat.
Ze had een kasteel in Connecticut op een landgoed van 21 hectare. Ze kocht het Franse kasteel tijdens de Koude Oorlog, mede om een toevluchtsoord te hebben tijdens een eventuele nucleaire aanval. Verder bezat ze een huis op een steile kaap in Californië met zicht op het Stille Oceaan en een appartement met 42 kamers aan de Fifth Avenue in Manhattan met zicht op het Central Park.
De laatste decennia van haar leven verkoos ze door te brengen in ziekenhuizen in New York, waardoor ze niet meer in haar huizen verbleef. Ze nam verschillende bijnamen aan, waaronder Harriet Chase. Haar verdieping werd bewaakt en ze werd verpleegd door ingehuurde verpleegsters. In deze tijd werden ook enkele bezittingen in de stille verkoop gedaan, waaronder de Stradivarius La Pucelle uit 1709 en het schilderij "Dans les roses" van Renoir. In 2010 speelden er rechtszaken tegen de advocaat en een handlanger die werden beschuldigd van het stelen van miljoenen dollars uit haar bezit en het haar opzettelijk afschermen van familieleden.
Op 24 mei 2011 overleed ze op 104-jarige leeftijd in het Beth Israel Medical Center in Manhattan. Haar secretaresse Suzanne Pierre overleed enkele maanden eerder.